# Chèzeneuve
Chèzeneuve är en kommun i departementet Isère i regionen Auvergne-Rhône-Alpes i sydöstra Frankrike. Kommunen ligger i kantonen La Verpillière som tillhör arrondissementet La Tour-du-Pin. År 2022 hade Chèzeneuve 650 invånare.

## Befolkningsutveckling
Antalet invånare i kommunen Chèzeneuve
Referens:INSEE